# Comitato paralimpico colombiano
Il comitato paralimpico colombiano è un comitato paralimpico nazionale per lo sport per disabili della Colombia.